# Bob Mathias
Robert Bruce "Bob" Mathias, född 17 november 1930 i Tulare, Kalifornien, död 2 september 2006 i Fresno, var en amerikansk friidrottare.

## Biografi
Mathias blev som 18-åring olympisk mästare i tiokamp vid olympiska sommarspelen 1948 i London och var då den yngste OS-segraren i sin gren. Vid olympiska sommarspelen 1952 i Helsingfors upprepade han sin seger.
År 1953 förlorade Mathias sitt amatörskap då han blev professionell i amerikansk fotboll, samt 1956 gjorde en film om sin karriär. 